# Buchanania laxiflora
Buchanania laxiflora là một loài thực vật có hoa trong họ Đào lộn hột. Loài này được Kurz mô tả khoa học đầu tiên năm 1872.